# Heinrich Scheven (Unternehmen)
Die Scheven GmbH, zuvor Heinrich Scheven Anlagen- und Leitungsbau, ist ein deutsches Unternehmen im Bereich des Anlagenbaus mit Sitz in Erkrath.

## Geschichte

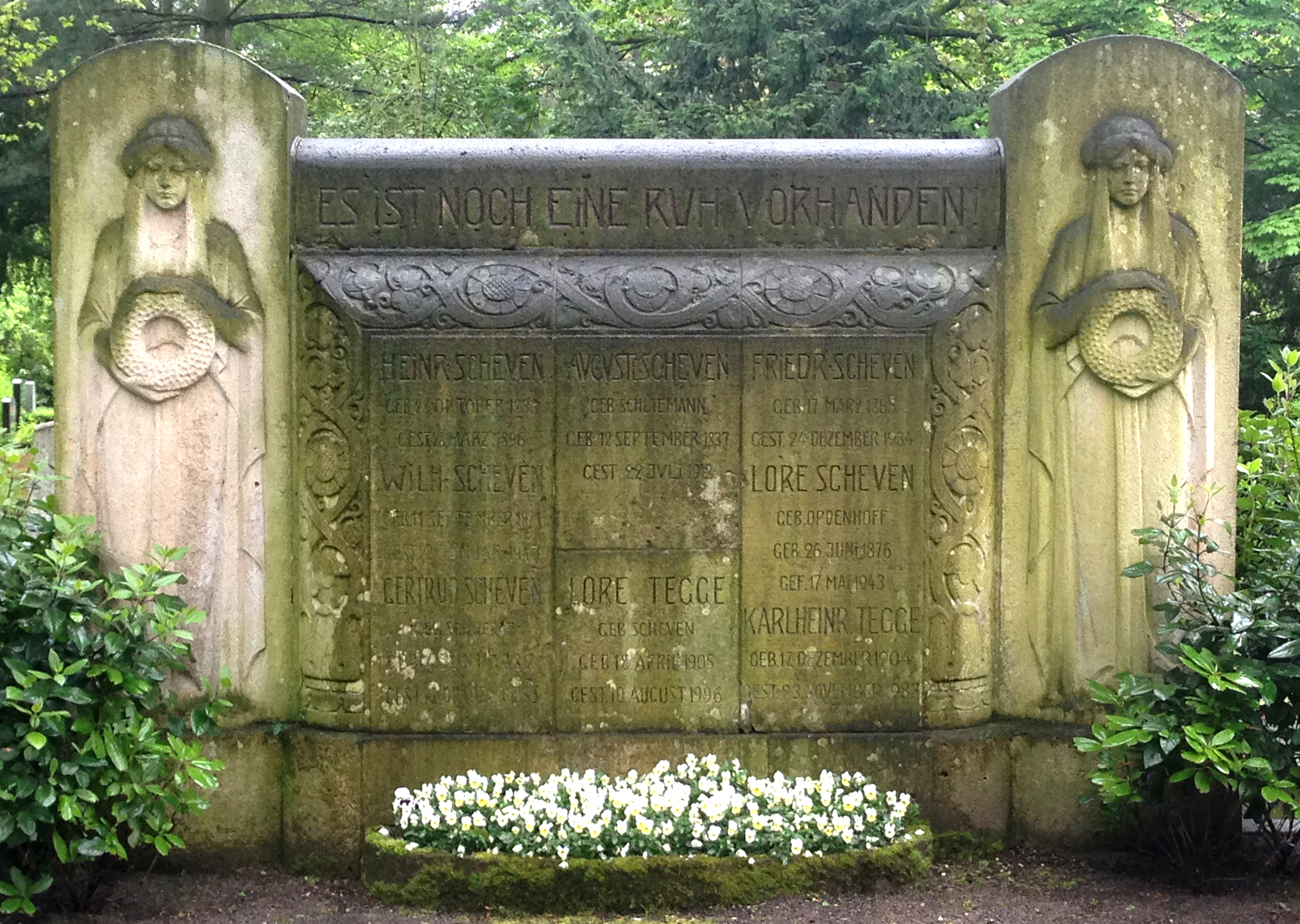
Grabstätte Scheven und Tegge, Nordfriedhof Düsseldorf

Das Unternehmen geht auf Heinrich Scheven (1833–1896) aus Bochum und das Jahr 1874 zurück. Es plante und baute zentrale Wasserversorgungen, Kanalisationen, Beleuchtungsanlagen sowie Kur- und Badeanstalten. Nachfolgende Geschäftsführer waren der Sohn Friedrich Scheven (1865–1934) und Karlheinrich Tegge (1904–1983). 
Zu den errichteten Anlagen zählten bis zur Jahrhundertwende 70 Wasserwerke. 1907 wurde mit Karl Imhoff ein Lizenzvertrag über das Patent der Emscherbrunnen abgeschlossen. Nach diesem Verfahren wurden über 100 Klärwerke errichtet.
Zu den errichteten Anlagen zählen:
- das Wasserwerk Weingartstraße, Neuss, 1880
- das Wasserwerk an der Grunenburg bei Müngsten, Solingen, 1881
- das Wasserwerk in der Triebeler Straße, Forst (Lausitz), 1903[3]
- das Wasserwerk Waren, Waren (Müritz), 1897
- das Wasserwerk Altglienicke, Berlin-Altglienicke, 1905/1906

1967 wurde die Rechtsform des Unternehmens in eine GmbH & Co. KG umgewandelt. 1982 wurde das Unternehmen wegen einer Auftragsflaute insolvent. Noch 1982 erfolgte die Neugründung der Heinrich Scheven Anlagen- und Leitungsbau GmbH in Düsseldorf als Tochtergesellschaft der Bilfinger + Berger Bau AG. 1990 folgte die Errichtung des Firmensitzes an der Max-Planck-Straße in Erkrath. 2007 wurde das Unternehmen in BIS Heinrich Scheven GmbH umbenannt. Es beschäftigte 2016 rund 250 Personen. Im Jahr 2020 wurde das Unternehmen durch die Diringer & Scheidel Unternehmensgruppe aus Mannheim übernommen.